# Campeonato Asiático de Atletismo em Pista Coberta de 2004 - Resultados
Estes são os resultados do Campeonato Asiático de Atletismo em Pista Coberta de 2004 que ocorreram de 6 e 8 de fevereiro de 2004 em Teerã, no Irã.

## Resultado masculino

### 60 metros
| Posição | Bateria | Atleta                  | Nacionalidade | Tempo | Notas            |
| ------- | ------- | ----------------------- | ------------- | ----- | ---------------- |
| 1       | 1       | Abdolghaffar Saghar     | Irão          | 6.76  | Q,               |
| 2       | 1       | Afzal Baig              | Paquistão     | 6.97  | Q,               |
| 3       | 1       | Mohamed Abu Abdallah    | Bangladesh    | 7.04  | Recorde nacional |
| 4       | 1       | N.T. Hassan             | Iraq          | 7.19  | Recorde nacional |
| 1       | 2       | Lok To Wai              | Hong Kong     | 6.79  | Q                |
| 2       | 2       | Hasan Lachini           | Irão          | 6.79  | Q,               |
| 3       | 2       | Poh Seng Song           | Singapura     | 6.90  | Recorde nacional |
| 4       | 2       | Mohamed Al-Rashedi      | Bahrein       | 6.99  |                  |
| 6       | 2       | Massoud Azizi           | Afeganistão   | 7.40  | Recorde nacional |
| 1       | 3       | Shen Yunbao             | China         | 6.78  | Q                |
| 2       | 3       | Chiang Wai Hung         | Hong Kong     | 6.80  | Q,               |
| 3       | 3       | Nazmizan Mohamad        | Malásia       | 6.86  | q,               |
| 4       | 3       | Liu Yuan-Kai            | Taipé Chinesa | 6.90  | q,               |
| 5       | 3       | Amir Hossein Tavakolian | Irão          | 6.92  |                  |
| 6       | 3       | Bharmappa Nagaraj       | Índia         | 6.96  | Recorde nacional |

| Rank              | Name                | Nationality   | Time | Notes                |
| ----------------- | ------------------- | ------------- | ---- | -------------------- |
| Medalha de ouro   | Abdolghaffar Saghar | Irão          | 6.76 | =                    |
| Medalha de prata  | Lok To Wai          | Hong Kong     | 6.78 | Recorde da temporada |
| Medalha de bronze | Shen Yunbao         | China         | 6.79 |                      |
| 4                 | Chiang Wai Hung     | Hong Kong     | 6.81 |                      |
| 5                 | Hasan Lachini       | Irão          | 6.85 | =                    |
| 6                 | Nazmizan Mohamad    | Malásia       | 6.91 |                      |
| 7                 | Liu Yuan-Kai        | Taipé Chinesa | 6.92 |                      |
| 8                 | Afzal Baig          | Paquistão     | 7.07 |                      |

### 200 m
| Posição | Bateria | Atleta                  | Nacionalidade | Tempo | Notas            |
| ------- | ------- | ----------------------- | ------------- | ----- | ---------------- |
| 1       | 1       | Liu Haitao              | China         | 21.77 | Q                |
| 2       | 1       | Tomoyuki Arai           | Japão         | 21.88 | q                |
| 3       | 1       | Amir Hossein Tavakolian | Irão          | 22.00 | q                |
| 1       | 2       | Hasan Lachini           | Irão          | 21.77 | Q                |
| 3       | 2       | Mohamed Masudul Karim   | Bangladesh    | 23.01 | Recorde nacional |
| 3       | 3       | Afzal Baig              | Paquistão     | 22.71 | Recorde nacional |

| Posição | Bateria | Atleta                  | Nacionalidade | Tempo | Notas |
| ------- | ------- | ----------------------- | ------------- | ----- | ----- |
| 1       | 1       | Tomoyuki Arai           | Japão         | 21.78 | Q     |
| 2       | 1       | Liu Haitao              | China         | 21.81 | Q     |
| 1       | 2       | Adel Mohamed Al-Farhan  | Bahrein       | 21.95 | Q     |
| 2       | 2       | Hasan Lachini           | Irão          | 22.08 | Q     |
| 3       | 2       | Amir Hossein Tavakolian | Irão          | 22.14 |       |

| Posição 0         | Atleta                 | Nacionalidade | Tempo | Notas            |
| ----------------- | ---------------------- | ------------- | ----- | ---------------- |
| Medalha de ouro   | Tomoyuki Arai          | Japão         | 21.56 | Recorde pessoal  |
| Medalha de prata  | Liu Haitao             | China         | 21.63 |                  |
| Medalha de bronze | Adel Mohamed Al-Farhan | Bahrein       | 21.87 | Recorde nacional |
| 4                 | Hasan Lachini          | Irão          | 21.93 | Recorde pessoal  |

### 400 metros
| Posição | Bateria | Atleta              | Nacionalidade  | Tempo | Notas            |
| ------- | ------- | ------------------- | -------------- | ----- | ---------------- |
| 1       | 1       | Mohammad Akefian    | Irão           | 49.36 | Q                |
| 2       | 1       | Zahirudin Al-Najem  | Síria          | 49.76 | Q                |
| 3       | 1       | Yan Karubaba        | Indonésia      | 49.86 | q,               |
| 4       | 1       | Nazar Begliyev      | Turquemenistão | 50.05 | q,               |
| 5       | 1       | Amish Philip Pottan | Índia          | 50.16 | Recorde nacional |
| 1       | 2       | Edward Mangasar     | Irão           | 49.63 | Q                |
| 2       | 2       | Esmail Kaboutaran   | Irão           | 49.84 | Q                |
| 3       | 2       | Mohd Faris Aftan    | Iraq           | 50.11 | Recorde nacional |
| 6       | 2       | Mohamed Kabir Rafie | Afeganistão    | 56.34 | Recorde nacional |

| Posição           | Atleta             | Nacionalidade  | Tempo | Notas                |
| ----------------- | ------------------ | -------------- | ----- | -------------------- |
| Medalha de ouro   | Mohammad Akefian   | Irão           | 48.71 | Recorde da temporada |
| Medalha de prata  | Edward Mangasar    | Irão           | 48.76 | Recorde da temporada |
| Medalha de bronze | Esmail Kaboutaran  | Irão           | 49.32 | Recorde pessoal      |
| 4                 | Zahirudin Al-Najem | Síria          | 49.33 | Recorde nacional     |
| 5                 | Yan Karubaba       | Indonésia      | 49.95 |                      |
| 6                 | Nazar Begliyev     | Turquemenistão | 50.37 |                      |

### 800 metros
| Posição | Bateria | Atleta                | Nacionalidade  | Tempo   | Notas            |
| ------- | ------- | --------------------- | -------------- | ------- | ---------------- |
| 1       | 1       | Rashid Ramzi          | Bahrein        | 1:49.71 | Q                |
| 2       | 1       | Sajjad Moradi         | Irão           | 1:49.80 | Q                |
| 3       | 1       | Masaharu Nakano       | Japão          | 1:50.14 | q,               |
| 4       | 1       | Mikhail Kolganov      | Cazaquistão    | 1:53.99 | q                |
| 5       | 1       | Nazar Begliyev        | Turquemenistão | 1:58.64 |                  |
| 1       | 2       | Yusuf Saad Kamel      | Bahrein        | 1:49.09 | Q                |
| 2       | 2       | Ehsan Mohajer Shojaei | Irão           | 1:50.28 | Q                |
| 5       | 2       | Mohd Faris Aftan      | Iraq           | 2:03.13 | Recorde nacional |

| Posição           | Atleta                | Nacionalidade | Tempo   | Notas                |
| ----------------- | --------------------- | ------------- | ------- | -------------------- |
| Medalha de ouro   | Rashid Ramzi          | Bahrein       | 1:48.03 | Recorde asiático     |
| Medalha de prata  | Sajjad Moradi         | Irão          | 1:48.48 | Recorde nacional     |
| Medalha de bronze | Yusuf Saad Kamel      | Bahrein       | 1:48.89 |                      |
| 4                 | Mikhail Kolganov      | Cazaquistão   | 1:48.97 |                      |
| 5                 | Ehsan Mohajer Shojaei | Irão          | 1:49.76 | Recorde da temporada |
| 6                 | Masaharu Nakano       | Japão         | 1:53.09 |                      |

### 1500 metros
8 de fevereiro
| Posição           | Atleta                  | Nacionalidade | Tempo   | Notas                |
| ----------------- | ----------------------- | ------------- | ------- | -------------------- |
| Medalha de ouro   | Rashid Ramzi            | Bahrein       | 3:55.73 | Recorde da temporada |
| Medalha de prata  | Sajjad Moradi           | Irão          | 3:56.00 |                      |
| Medalha de bronze | Ehsan Mohajer Shojaei   | Irão          | 3:56.06 | Recorde da temporada |
| 4                 | Mikhail Kolganov        | Cazaquistão   | 3:58.40 |                      |
| 5                 | Adnan Taess             | Iraq          | 3:59.46 | Recorde nacional     |
| 6                 | Chen Fu-Pin             | Taipé Chinesa | 4:02.68 | Recorde nacional     |
| 7                 | Denis Bagrev            | Quirguistão   | 4:03.10 |                      |
| 11                | Chamkaur Dhaliwal Singh | Singapura     | 4:10.75 | Recorde nacional     |

### 3000 metros
8 de fevereiro
| Posição           | Atleta          | Nacionalidade | Tempo   | Notas                |
| ----------------- | --------------- | ------------- | ------- | -------------------- |
| Medalha de ouro   | Leonard Mucheru | Bahrein       | 8:11.90 |                      |
| Medalha de prata  | Wu Wen-Chien    | Taipé Chinesa | 8:24.39 | Recorde da temporada |
| Medalha de bronze | Omid Mehrabi    | Irão          | 8:33.00 | Recorde da temporada |
| 4                 | Denis Bagrev    | Quirguistão   | 8:35.39 |                      |
| 5                 | Arun D'Souza    | Índia         | 8:43.67 | Recorde pessoal      |
| 6                 | Sajjad Rahmani  | Irão          | 8:43.84 | Recorde pessoal      |
| 7                 | Ajmal Amirov    | Tajiquistão   | 8:43.85 |                      |
| 8                 | Noushad Khan    | Paquistão     | 8:46.94 | Recorde nacional     |
| 11                | Adnan Taess     | Iraq          | 9:03.36 | Recorde nacional     |

### 60 m com barreiras
| Posição | Bateria | Atleta                  | Nacionalidade | Tempo | Notas                |
| ------- | ------- | ----------------------- | ------------- | ----- | -------------------- |
| 1       | 1       | Rouhollah Askari        | Irão          | 8.00  | Q                    |
| 2       | 1       | Mohamed Al-Othman       | Kuwait        | 8.07  | Q,                   |
| 3       | 1       | Mohd Robani Hassan      | Malásia       | 8.08  | Q                    |
| 4       | 1       | Mohammad Ahmad Hosseini | Irão          | 8.25  | q                    |
| 5       | 1       | Oleg Normatov           | Uzbequistão   | 8.29  | Recorde da temporada |
| 7       | 1       | Mohamed Masudul Karim   | Bangladesh    | 8.71  | Recorde nacional     |
| 1       | 2       | Wu Youjia               | China         | 7.96  | Q                    |
| 2       | 2       | Muhammed Shah           | Paquistão     | 8.14  | Q                    |
| 3       | 2       | Tang Hon Sing           | Hong Kong     | 8.21  | Q,                   |
| 4       | 2       | Mostafa Poostchi        | Irão          | 8.28  | q                    |
| 5       | 2       | Andrey Korniyenko       | Uzbequistão   | 8.29  | Recorde pessoal      |

| Posição           | Atleta                  | Nacionalidade | Tempo | Notas                |
| ----------------- | ----------------------- | ------------- | ----- | -------------------- |
| Medalha de ouro   | Wu Youjia               | China         | 7.77  | Recorde da temporada |
| Medalha de prata  | Rouhollah Askari        | Irão          | 7.82  | Recorde nacional     |
| Medalha de bronze | Mohd Robani Hassan      | Malásia       | 8.03  | Recorde nacional     |
| 4                 | Mohamed Al-Othman       | Kuwait        | 8.08  |                      |
| 5                 | Muhammed Shah           | Paquistão     | 8.12  | Recorde da temporada |
| 6                 | Mostafa Poostchi        | Irão          | 8.14  | Recorde pessoal      |
| 7                 | Mohammad Ahmad Hosseini | Irão          | 8.17  |                      |
| 8                 | Tang Hon Sing           | Hong Kong     | ?.??  |                      |

### Marcha atlética 5 km
8 de fevereiro
| Posição           | Atleta           | Nacionalidade | Tempo    | Notas            |
| ----------------- | ---------------- | ------------- | -------- | ---------------- |
| Medalha de ouro   | Amir Khweirgoo   | Irão          | 22:12.27 | Recorde pessoal  |
| Medalha de prata  | Ebrahim Rahimian | Irão          | 22:19.56 | Recorde pessoal  |
| Medalha de bronze | Sitaram Basat    | Índia         | 22:22.92 | Recorde nacional |

### Revezamento 4x400 m
8 de fevereiro
| Posição           | Nacionalidade | Atletas                                                        | Tempo   | Notas            |
| ----------------- | ------------- | -------------------------------------------------------------- | ------- | ---------------- |
| Medalha de ouro   | Irão          | Edvard Mangasar, Iraj Iri, Mohammad Akefian, Esmail Kaboutaran | 3:16.99 | Recorde nacional |
| Medalha de prata  | Índia         | Sreejith. Sunil joseph. Amish philip pottan.jithing sing       | 3:19.91 | Recorde nacional |
| Medalha de bronze | Bahrein       | Mohamed Al-Rashedi, Adel Mohamed Al-Farhan, Salem, Kam         | 3:22.21 | Recorde nacional |

### Salto em altura
7 de fevereiro
| Posição           | Atleta            | Nacionalidade | Resultados | Notas                |
| ----------------- | ----------------- | ------------- | ---------- | -------------------- |
| Medalha de ouro   | Yuriy Pakhlyayev  | Cazaquistão   | 2.23       | Recorde da temporada |
| Medalha de prata  | Zheng Ting        | China         | 2.15       |                      |
| Medalha de bronze | Shuhei Manabe     | Japão         | 2.15       | =                    |
| 4                 | Ahmad Najwan Aqra | Malásia       | 2.10       | Recorde nacional     |
| 5                 | Salem Al-Anezi    | Kuwait        | 2.10       | Recorde nacional     |

### Salto com vara
8 de fevereiro
| Posição           | Atleta               | Nacionalidade | Resultados | Notas                |
| ----------------- | -------------------- | ------------- | ---------- | -------------------- |
| Medalha de ouro   | Zhang Hongwei        | China         | 5.40       | Recorde da temporada |
| Medalha de prata  | Eshagh Ghaffari      | Irão          | 5.00       |                      |
| Medalha de bronze | Mohsen Rabbani       | Irão          | 5.00       |                      |
| 4                 | Ali Makki Al-Sabagha | Kuwait        | 4.80       | Recorde da temporada |

### Salto em distância
6 de fevereiro
| Posição           | Atleta                   | Nacionalidade  | Resultados | Notas                |
| ----------------- | ------------------------ | -------------- | ---------- | -------------------- |
| Medalha de ouro   | Mohammed Al-Khuwalidi    | Arábia Saudita | 7.94       | Recorde nacional     |
| Medalha de prata  | Ahmed Fayez Al-Dosari    | Arábia Saudita | 7.76       |                      |
| Medalha de bronze | Cai Peng                 | China          | 7.58       |                      |
| 4                 | Chou Chien-Cheng         | Taipé Chinesa  | 7.42       | Recorde pessoal      |
| 5                 | Hussein Abdullah Al-Yoha | Kuwait         | 7.36       | Recorde da temporada |
| 6                 | Mohamed Imam Bakhash     | Bahrein        | 7.35       | Recorde nacional     |
| 7                 | Roozbeh Asadibaksh       | Irão           | 7.30       | Recorde pessoal      |
| 8                 | Shahrul Amri Suhaimi     | Malásia        | 7.14       | Recorde nacional     |

### Salto triplo
8 de fevereiro
| Posição           | Atleta                   | Nacionalidade  | Resultados | Notas                |
| ----------------- | ------------------------ | -------------- | ---------- | -------------------- |
| Medalha de ouro   | Zhu Shujing              | China          | 16.57      | NJR                  |
| Medalha de prata  | Mohammad Hazzory         | Síria          | 16.42      | Recorde nacional     |
| Medalha de bronze | Denis Sauranbayev        | Cazaquistão    | 16.17      | Recorde pessoal      |
| 4                 | Ali Reza Habibi          | Irão           | 15.66      | Recorde da temporada |
| 5                 | Waseem Khan              | Paquistão      | 15.50      | Recorde nacional     |
| 6                 | Mujahid Al-Yassen        | Arábia Saudita | 15.46      | NJR                  |
| 7                 | Hamil Reza Abolhasani    | Irão           | 15.21      | Recorde da temporada |
| 8                 | Khaled Farhan Al-Bekheet | Kuwait         | 15.21      | Recorde da temporada |
| 11                | Mohamed Imam Bakhash     | Bahrein        | 14.28      | Recorde nacional     |

### Arremesso de peso
8 de fevereiro
| Posição           | Atleta             | Nacionalidade | Resultados | Notas                |
| ----------------- | ------------------ | ------------- | ---------- | -------------------- |
| Medalha de ouro   | Amin Nikfar        | Irão          | 18.33      |                      |
| Medalha de prata  | Ali Rahmani        | Irão          | 18.30      |                      |
| Medalha de bronze | Wang Zhiyong       | China         | 17.93      |                      |
| 4                 | Kuldeep Singh Mann | Índia         | 17.58      | Recorde pessoal      |
| 5                 | Amir Alvand        | Irão          | 17.52      | Recorde da temporada |
| 6                 | Chang Ming-Huang   | Taipé Chinesa | 17.49      | Recorde nacional     |
| 7                 | Yasutada Noguchi   | Japão         | 17.38      |                      |

### Heptatlo
6 e 7 de fevereiro
| Posição           | Atleta                  | Nacionalidade | 60m  | SD   | AP    | SA   | 60 m C/B | SV   | 1000 m  | Pontos | Notas                |
| ----------------- | ----------------------- | ------------- | ---- | ---- | ----- | ---- | -------- | ---- | ------- | ------ | -------------------- |
| Medalha de ouro   | Pavel Dubitskiy         | Cazaquistão   | 7.03 | 7.04 | 13.14 | 2.02 | 8.37     | 4.70 | 2:59.70 | 5570   | Recorde da temporada |
| Medalha de prata  | Mohammad Ahmad Hosseini | Irão          | 7.09 | 6.92 | 12.20 | 2.02 | 8.09     | 3.80 | 2:48.71 | 5387   | Recorde nacional     |
| Medalha de bronze | Rifat Artikov           | Uzbequistão   | 7.33 | 6.37 | 14.33 | 2.05 | 8.56     | 4.80 | 3:10.21 | 5299   | Recorde pessoal      |
| 4                 | B.S. Vinod              | Índia         | 7.27 | 7.20 | 12.20 | 1.93 | 8.62     | 3.80 | 2:50.23 | 5167   | Recorde nacional     |
| 5                 | Mashari Al-Mubarak      | Kuwait        | 7.09 | 6.46 | 12.67 | 1.90 | 8.30     | 4.00 | 3:11.10 | 4985   | Recorde nacional     |

## Resultado feminino

### 60 m
| Posição | Bateria | Atleta                | Nacionalidade | Tempo | Notas            |
| ------- | ------- | --------------------- | ------------- | ----- | ---------------- |
| 1       | 1       | Ruqaya Al-Ghasra      | Bahrein       | 7.54  | Q                |
| 2       | 1       | Nafiseh Mataei        | Irão          | 7.55  | Q                |
| 3       | 1       | Saori Kitakaze        | Japão         | 7.58  | Q                |
| 4       | 1       | Shamsun Nahar Chumky  | Bangladesh    | 8.13  | Recorde pessoal  |
| 5       | 1       | Alaa Hekmat           | Iraq          | 8.42  | Recorde nacional |
| 1       | 2       | Zou Yingting          | China         | 7.64  | Q                |
| 2       | 2       | Nagisa Setoguchi      | Japão         | 7.68  | Q                |
| 3       | 2       | Maedeh Chavoushizadeh | Irão          | 7.71  | Q                |
| 5       | 2       | Robina Muqimyar       | Afeganistão   | 9.92  | Recorde nacional |

| Posição           | Atleta                | Nacionalidade | Tempo | Notas            |
| ----------------- | --------------------- | ------------- | ----- | ---------------- |
| Medalha de ouro   | Zou Yingting          | China         | 7.41  | Recorde pessoal  |
| Medalha de prata  | Ruqaya Al-Ghasra      | Bahrein       | 7.48  | Recorde nacional |
| Medalha de bronze | Saori Kitakaze        | Japão         | 7.52  | NJR              |
| 4                 | Nafiseh Mataei        | Irão          | 7.53  | Recorde nacional |
| 5                 | Maedeh Chavoushizadeh | Irão          | 7.62  | Recorde pessoal  |
| 6                 | Nagisa Setoguchi      | Japão         | 7.70  |                  |

### 200 m
| Posição | Bateria | Atleta                | Nacionalidade | Tempo | Notas |
| ------- | ------- | --------------------- | ------------- | ----- | ----- |
| 1       | 1       | Xie Rong              | China         | 24.62 | Q     |
| 2       | 1       | Mayu Sato             | Japão         | 25.66 | Q     |
| 3       | 1       | Maedeh Chavoushizadeh | Irão          | 25.74 | q     |
| 1       | 2       | Ruqaya Al-Ghasra      | Bahrein       | 24.16 | Q,    |
| 2       | 2       | Asami Tanno           | Japão         | 24.72 | Q     |

| Posição           | Atleta                | Nacionalidade | Tempo | Notas            |
| ----------------- | --------------------- | ------------- | ----- | ---------------- |
| Medalha de ouro   | Xie Rong              | China         | 23.91 | Recorde pessoal  |
| Medalha de prata  | Ruqaya Al-Ghasra      | Bahrein       | 24.18 |                  |
| Medalha de bronze | Asami Tanno           | Japão         | 24.99 |                  |
| 4                 | Maedeh Chavoushizadeh | Irão          | 25.40 | Recorde nacional |
| 5                 | Mayu Sato             | Japão         | 25.81 |                  |

### 400 m
| Posição | Bateria | Atleta                 | Nacionalidade | Tempo | Notas                |
| ------- | ------- | ---------------------- | ------------- | ----- | -------------------- |
| 1       | 1       | Tatyana Khadjimuratova | Cazaquistão   | 54.88 | Q                    |
| 2       | 1       | Ruqaya Al-Ghasra       | Bahrein       | 55.21 | Q                    |
| 3       | 1       | Sun Hongfeng           | China         | 55.34 | q                    |
| 4       | 1       | Pinki Pramanik         | Índia         | 55.51 | q,                   |
| 1       | 2       | Marina Ivanova         | Cazaquistão   | 56.04 | Q,                   |
| 2       | 2       | Mayu Sato              | Japão         | 56.33 | Q                    |
| 3       | 2       | Zamira Amirova         | Uzbequistão   | 58.16 | Recorde da temporada |
| 4       | 2       | Zohreh Farjam          | Irão          | 58.32 | Recorde nacional     |

| Posição           | Atleta                 | Nacionalidade | Tempo | Notas                |
| ----------------- | ---------------------- | ------------- | ----- | -------------------- |
| Medalha de ouro   | Tatyana Khadjimuratova | Cazaquistão   | 54.46 | Recorde da temporada |
| Medalha de prata  | Ruqaya Al-Ghasra       | Bahrein       | 55.29 |                      |
| Medalha de bronze | Pinki Pramanik         | Índia         | 55.64 |                      |
| 4                 | Marina Ivanova         | Cazaquistão   | 56.14 |                      |
| 5                 | Mayu Sato              | Japão         | 56.20 |                      |
| 6                 | Sun Hongfeng           | China         | 58.89 |                      |

### 800 m
6 de Fevereiro
| Posição           | Atleta          | Nacionalidade | Tempo   | Notas                |
| ----------------- | --------------- | ------------- | ------- | -------------------- |
| Medalha de ouro   | Miki Nishimura  | Japão         | 2:10.04 | Recorde da temporada |
| Medalha de prata  | Liu Qing        | China         | 2:14.43 |                      |
| Medalha de bronze | Pinki Pramanik  | Índia         | 2:15.06 | Recorde da temporada |
| 4                 | Leila Ebrahimi  | Irão          | 2:15.93 | Recorde nacional     |
| 7                 | Wesam Abubkheet | Palestina     | 2:45.33 | Recorde nacional     |

### 1500 m
7 de fevereiro
| Posição           | Atleta             | Nacionalidade | Tempo   | Notas                |
| ----------------- | ------------------ | ------------- | ------- | -------------------- |
| Medalha de ouro   | Xie Sainan         | China         | 4:29.43 |                      |
| Medalha de prata  | Svetlana Lukasheva | Cazaquistão   | 4:36.94 | Recorde da temporada |
| Medalha de bronze | Leila Ebrahimi     | Irão          | 4:49.35 | Recorde nacional     |

### 3000 m
8 de fevereiro
| Posição           | Atleta             | Nacionalidade | Tempo    | Notas            |
| ----------------- | ------------------ | ------------- | -------- | ---------------- |
| Medalha de ouro   | Svetlana Lukasheva | Cazaquistão   | 10:10.05 | Recorde pessoal  |
| Medalha de prata  | Leila Ebrahimi     | Irão          | 10:23.25 | Recorde nacional |
| Medalha de bronze | Elham Zanboori     | Irão          | 11:08.20 | Recorde pessoal  |

### 60 m com barreiras
7 de fevereiro
| Posição           | Atleta               | Nacionalidade | Tempo | Notas                |
| ----------------- | -------------------- | ------------- | ----- | -------------------- |
| Medalha de ouro   | Xu Jia               | China         | 8.34  |                      |
| Medalha de prata  | Tomoko Motegi        | Japão         | 8.48  | Recorde da temporada |
| Medalha de bronze | Padideh Bolourizadeh | Irão          | 9.19  | Recorde nacional     |

### Marcha atlética 3 km
6 de fevereiro
| Posição           | Atleta        | Nacionalidade | Tempo    | Notas            |
| ----------------- | ------------- | ------------- | -------- | ---------------- |
| Medalha de ouro   | Jasmin Kaur   | Índia         | 14:54.15 | Recorde pessoal  |
| Medalha de prata  | Ameneh Safavi | Irão          | 17:09.44 | Recorde nacional |
| Medalha de bronze | Homa Sheykhan | Irão          | 17:47.55 | Recorde pessoal  |

### Revezamento 4x400 m
8 de fevereiro
| Posição          | Nacionalidade | Atletas                                                                 | Tempo   | Notas            |
| ---------------- | ------------- | ----------------------------------------------------------------------- | ------- | ---------------- |
| Medalha de ouro  | Irão          | Zohreh Farjam, Mina Pourseifi, Hadis Shahrami, Leila Ebrahimi           | 4:00.48 | Recorde nacional |
| Medalha de prata | Irão          | Atefeh Shadman, Nobahar Rezvan, Somayyeh Mehraban, Maedeh Chavoshizadeh | 4:03.41 |                  |

### Salto em altura
6 de fevereiro
| Posição           | Atleta          | Nacionalidade | Resultados | Notas                |
| ----------------- | --------------- | ------------- | ---------- | -------------------- |
| Medalha de ouro   | Miyuki Fukumoto | Japão         | 1.83       | Recorde da temporada |
| Medalha de prata  | Bobby Aloysius  | Índia         | 1.81       |                      |
| Medalha de bronze | Sahana Kumari   | Índia         | 1.79       | Recorde da temporada |
| 4                 | Zahra Nabizadeh | Irão          | 1.65       |                      |

### Salto com vara
7 de fevereiro
| Posição           | Atleta         | Nacionalidade | Resultados | Notas            |
| ----------------- | -------------- | ------------- | ---------- | ---------------- |
| Medalha de ouro   | Zhang Na       | China         | 4.20       |                  |
| Medalha de prata  | Roslinda Samsu | Malásia       | 4.00       | Recorde nacional |
| Medalha de bronze | Chang Ko-Hsin  | Taipé Chinesa | 3.95       |                  |

### Salto em distância
7 de fevereiro
| Posição           | Atleta           | Nacionalidade | Resultados | Notas                |
| ----------------- | ---------------- | ------------- | ---------- | -------------------- |
| Medalha de ouro   | Xu Bei           | China         | 6.30       |                      |
| Medalha de prata  | Jetty Joseph     | Índia         | 5.98       |                      |
| Medalha de bronze | Wang Kuo-Huei    | Taipé Chinesa | 5.95       | Recorde pessoal      |
| 4                 | Svetlana Klimina | Uzbequistão   | 5.94       | Recorde da temporada |

### Salto triplo
8 de fevereiro
| Posição           | Atleta           | Nacionalidade | Resultados | Notas            |
| ----------------- | ---------------- | ------------- | ---------- | ---------------- |
| Medalha de ouro   | Xie Limei        | China         | 13.39      |                  |
| Medalha de prata  | Svetlana Klimina | Uzbequistão   | 12.83      |                  |
| Medalha de bronze | Wang Kuo-Huei    | Taipé Chinesa | 12.61      | Recorde nacional |

### Arremesso de peso
6 de fevereiro
| Posição           | Atleta         | Nacionalidade | Resultados | Notas                |
| ----------------- | -------------- | ------------- | ---------- | -------------------- |
| Medalha de ouro   | Zhang Xiaoyu   | China         | 17.38      | Recorde da temporada |
| Medalha de prata  | Iolanta Ulyeva | Cazaquistão   | 16.78      |                      |
| Medalha de bronze | Olga Shukina   | Uzbequistão   | 14.75      |                      |
| 4                 | Zeenat Parveen | Paquistão     | 13.48      | Recorde nacional     |
| 5                 | Parisa Behzadi | Irão          | 13.48      | Recorde da temporada |

### Pentatlo
8 de fevereiro
| Posição           | Atleta              | Nacionalidade  | 60 m C/B | SA   | AP    | SD   | 800 m   | Pontos | Notas            |
| ----------------- | ------------------- | -------------- | -------- | ---- | ----- | ---- | ------- | ------ | ---------------- |
| Medalha de ouro   | Yuki Nakata         | Japão          | 8.70     | 1.69 | 10.79 | 5.93 | 2:25.38 | 3977   |                  |
| Medalha de prata  | Padideh Bolorizadeh | Irão           | 9.35     | 1.54 | 11.39 | 5.57 | 2:30.76 | 3528   | Recorde nacional |
| Medalha de bronze | Svetlana Pestsova   | Turquemenistão | 10.06    | 1.57 | 10.81 | 5.57 | 3:31.75 | 3287   | Recorde nacional |
| 4                 | Mina Poorseifi      | Irão           | 10.40    | 1.42 | 8.69  | 4.80 | 2:42.03 | 2673   | Recorde pessoal  |
| 5                 | Farmoosh Taberkhani | Irão           | 10.75    | 1.36 | 7.80  | 4.76 | 2:42.03 | 2479   | Recorde pessoal  |
| 6                 | Rasha Abed Yaseen   | Iraq           | 12.19    | 1.33 | 6.70  | 4.37 | 2:34.84 | 2141   | Recorde nacional |

Legenda
| Recorde mundial       | Recorde mundial (World record)               |                       | Recorde africano                      | Recorde africano (African) |                                           | Q | Classificado por posição (Qualified) |
| Recorde do campeonato | Recorde do campeonato (Championship record)  | Recorde da América    | Recorde da América (Americas)         | q                          | Classificado por melhor tempo (Qualified) |   |                                      |
| Melhor marca do ano   | Melhor marca do ano (World leading)          | Recorde asiático      | Recorde asiático (Asian)              | DNS                        | Não largou (Did not start)                |   |                                      |
| Recorde nacional      | Recorde nacional (National record)           | Recorde europeu       | Recorde europeu (European)            | DNF                        | Não terminou (Did not finish)             |   |                                      |
| Recorde pessoal       | Recorde pessoal do atleta (Personal best)    | Recorde da Oceania    | Recorde da Oceania (Oceania)          | DSQ / DQ                   | Desclassificado (Disqualified)            |   |                                      |
| Recorde da temporada  | Recorde da temporada do atleta (Season best) | Recorde sul-americano | Recorde sul-americano (South America) | NM                         | Sem marca (No mark)                       |   |                                      |

## Referencias
- Resultados